# Plan B (Band)
Plan B ist eine deutsche Rockband des Sängers und Gitarristen Johnny Haeusler.

## Geschichte
Die Band wurde 1984 in West-Berlin gegründet. Sie trat im gleichen Jahr im Vorprogramm von The Clash auf deren Deutschlandtour auf. 1985 war sie neben Die Ärzte in dem Film Richy Guitar zu sehen. Ende der 1980er Jahre wechselte die Band zum Major-Label BMG, veröffentlichte das Album The Greenhouse Effect und spielte als Vorgruppe der Ramones. Die 1993 veröffentlichte Single Life's a Beat wurde zu einem kleinen Radiohit in den USA, woraufhin die Band einige Konzerte in den USA spielte, auch im Vorprogramm von Duran Duran. Als ihr Label sie Mitte der 1990er Jahre nicht weiter unterstützte, lösten Plan B sich 1996 vorerst auf. Das zu diesem Zeitpunkt bereits produzierte Album Alphabet Soup wurde 2004 auf Spreeblick, dem Blog von Johnny Haeusler, als MP3 veröffentlicht.
Im März 2012 gaben Plan B ihre Reunion bekannt, allerdings nicht in der Besetzung der BMG-Jahre. Der Bassist Fritz Neitzert wurde durch das ehemalige Rainbirds- und Depp-Jones-Mitglied Beckmann ersetzt, und die Rolle des zweiten Gitarristen Hans Hackenberger übernahm Sven Schumacher. Im April 2012 veröffentlichte die Band eine neu aufgenommene Version von Grab It!, ein Titel von dem 1991 veröffentlichten Album Intensified!.

## Diskografie

### Studioalben
- Plan B (1985)
- Fortune, Favours Fools (1987)
- The Greenhouse Effect (1989)
- Intensified! (1991)
- Cyber Chords & Sushi Stories (1993)

### Sonstige Alben
- The Independent Years 1984–1987 (1991, Compilation-Album)
- Alphabet Soup (Studioalbum von 1994, das erst 2004 als kostenloser Download veröffentlicht wurde)

### Singles (Auswahl)
- Burning Seed (1985)
- Beam Me Up, Scotty (1989)
- Discontentment (1989)
- Grab It! (1991)
- War Child feat. Bronx Style Bob (1991)
- Life's a Beat (1993)
- Close to Nothing (1993)